# Àcid hormèlic
L'àcid hormèlic, de nom sistemàtic àcid 15-ciclopent-2-en-1-ilpentadecanoic, és un àcid carboxílic de cadena lineal amb quinze àtoms de carboni i té enllaçat al carboni 15 un grup 2-ciclopen-1-il, la qual fórmula molecular és {\displaystyle {\ce {C20H36O2}}}. En bioquímica és considerat un àcid gras rar que només es troba en algunes plantes de la família de les acariàcies.

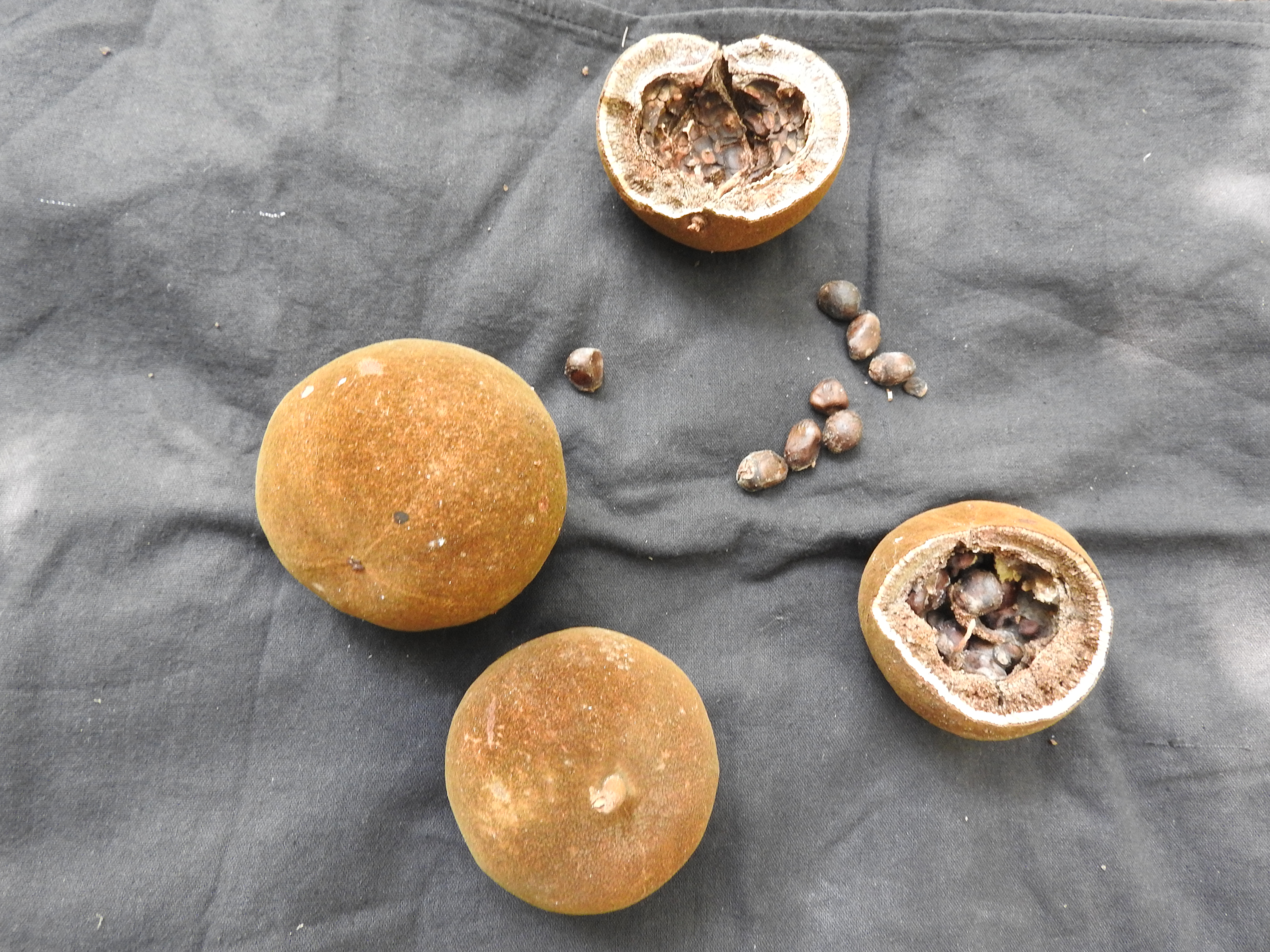
Fruit i llavors dHydnocarpus alpina

Fou aïllat per primera vegada el 1974 per Friedrich Spener i Helmut K. Mangold de les llavors de Caloncoba echinata i Hydnocarpus anthelminthica. L'anomenaren àcid hormèlic a partir del nom grec Ὁρμή, Horme, la personificació de l'esperit d'esforç en la feina de la mitologia grega, i del sufix -ic característic dels àcids. Posteriorment s'ha aïllat en altres plantes. Per ordre de concentració hom el troba en: Caloncoba echinata (23 %); Hydnocarpus alpina (0,7 %); Hydnocarpus heterophylla (0,7 %); Hydnocarpus anthelminticus (0,4-0,6 %); i altres en menors proporcions.